# Cunningham Touring Car
Cunningham Touring Car – samochód osobowy produkowany przez amerykańskie przedsiębiorstwo motoryzacyjne Cunningham w roku 1916.

## Dane techniczne Cunningham Touring Car

### Silnik
- V8 7200 cm³[1]
- Układ zasilania: b.d.
- Średnica cylindra × skok tłoka: b.d.
- Stopień sprężania: b.d.
- Moc maksymalna: 90 KM (67 kW)[1]
- Maksymalny moment obrotowy: b.d.

### Osiągi
- Przyspieszenie 0–80 km/h: b.d.
- Przyspieszenie 0–100 km/h: b.d.
- Prędkość maksymalna: 129 km/h[1]